# Here We Go Round the Mulberry Bush
Here We Go Round The Mulberry Bush is een Britse filmkomedie uit 1968. Clive Donner regisseerde en produceerde de film, die in Nederland uitkwam onder de titel Hoe versier ik zó'n meisje?. Het scenario is gebaseerd op de gelijknamige roman van Hunter Davies. Barry Evans, Judy Geeson and Angela Scoular speelden de hoofdrollen. 

## Verhaal
Het verhaal speelt zich af in de new town Stevenage tijdens de permissieve "Swinging Sixties". De zeventienjarige scholier Jamie McGregor (Barry Evans) is nog maagd en wil daar verandering in brengen. Een meisje versieren blijkt echter niet zo makkelijk. Hij probeert het, zonder succes, met Linda (Adrienne Posta), Paula (Sheila White), Caroline (Angela Scoular) en Audrey (Vanessa Howard). Dan kan hij met het meisje van zijn dromen, de mooie Mary Gloucester (Judy Geeson) een weekend doorbrengen...

## Muziek
De meeste muziek in de film is van The Spencer Davis Group die ook even te zien is in de film. Het titelnummer werd geschreven en uitgevoerd door  Traffic met Steve Winwood. Het kwam op single uit en bereikte de achtste plaats in de Britse hitparade.

## Rolverdeling
| Acteur         | Personage                        |
| -------------- | -------------------------------- |
| Barry Evans    | Jamie McGregor                   |
| Judy Geeson    | Mary Gloucester                  |
| Angela Scoular | Caroline Beauchamp               |
| Sheila White   | Paula                            |
| Adrienne Posta | Linda                            |
| Vanessa Howard | Audrey                           |
| Diana Keen     | Claire                           |
| Moyra Fraser   | Mrs. McGregor (moeder van Jamie) |
| Michael Bates  | Mr. McGregor (vader van Jamie)   |

## Kritieken[3]
- "Een film over wat tegenwoordig het meest courante artikel is: sex. Maar heel fris en leuk aangepakt met allemaal jonge mensen rond de 23-jarige Barry Evans, die hier met een aanstekelijk entrain onder leiding van Clive Donner [...] zijn eerste grote fimrol vervult." - G. Alingh Brugmans, De Telegraaf, 28 juni 1968
- "Geen oervervelende maar een oprecht lieve en vaak vermakelijke liefdesfilm [...] in hitweek-kleuren, zeer modern van opvatting en zélfs aanbevolen voor wie de filmhartstochten al mijlenver de keel uithangen." - Het Vrije Volk, 2 augustus 1968
- "Wat bedoelt schijnt als een vreeslijk hippe sexcomedie is niet meer geworden dan landerig achter wat modieuze effecten aansloffen." - A. de L., De waarheid, 28 juni 1968